# Кадир Яар
Кадир Яар (*1802 —1892) — пенджабський поет часів володарювання магараджи Ранджит Сінґха.

## Життєпис
Народився у м. Гуджранвала, рідному місті майбутнього магараджи Ранджит Сінґха. Батько його були дрібними селянами. Кадир здебільшого займався самонавчанням. багато подорожував Пенджабом. Ставши відомим поетом, був запрошений магараджею Ранджитом до столиці Лахор, ставши придворним поетом. Період розквіту творчості Кадир Яара припадає саме на період його перебивання при дворі магараджи. після смерті останнього й боротьби за владу між його нащадками поет через деякий час залишив столицю. Згодом він пережив загарблення Пенджабу англійцями. Помер у 1892 році.

## Творчість
Був відомий перш за все поетичними збірками кіссі та пенджабськими баладами. Серед кіссі найбільш відомим є «Пуран Бхагат», що вважається класикою пенджабської літератури, а також «Раджа Расал». Серед балад найвідомішою є «Вар про Харі Сінґх Нальві», що оповідає про боротьбу пенджабців з афганськими племенами.